# Huang Qianqian
Det här är en artikel om en person med kinesiskt personnamn; Huang är familjenamnet.
Huang Qianqian (kinesiska: 黄芊芊), född 23 februari 2002, är en kinesisk fäktare som tävlar i florett.

## Karriär
Vid asiatiska spelen 2022 i Hangzhou, som arrangerades 2023, tog Huang guld både individuellt och i lagtävlingen i florett. Vid olympiska sommarspelen 2024 i Paris blev hon utslagen i åttondelsfinalen i damernas florett av amerikanska Lee Kiefer samt var en del av Kinas lag tillsammans med Wang Yuting, Chen Qingyuan och Jiao Enqi som slutade på sjunde plats i lagtävlingen i florett.